# Куракин, Александр Борисович
Князь Алекса́ндр Бори́сович Кура́кин (18 (29) января 1752 — 24 июня (6 июля) 1818) — русский дипломат из рода Куракиных, вице-канцлер (1796), член Государственного совета (1810), сенатор, канцлер российских орденов (1802), действительный тайный советник 1-го класса (1807). Создатель усадьбы Надеждино и владелец Куракиной дачи к востоку от Петербурга. Старший брат Степана и Алексея Куракиных. За «искусную представительность» и пристрастие к драгоценностям прозван «бриллиантовым князем».

## Ранние годы
Александр был первенцем князя Бориса Александровича и его жены Елены Степановны, дочери фельдмаршала С. Ф. Апраксина. Незадолго до безвременной кончины отца взят на воспитание братом своей бабушки — Никитой Ивановичем Паниным и привезён из Москвы в Петербург.
Панин собственных детей не имел и, будучи воспитателем великого князя Павла Петровича, поощрял его общение и игры со своим внучатым племянником. С того времени князь Куракин сделался одним из самых близких друзей будущего императора, которого в частных письмах величал Павлушкой. Однажды он даже заложил своё имение, чтобы доставить необходимую сумму цесаревичу, нуждавшемуся в то время в деньгах.
В 1766 г. князь Куракин отправлен был для обучения в Киль, в Альбертинскую коллегию, где слушал лекции около года, числясь в то же время при русском посольстве в Копенгагене и получив даже в 1766 г. датский орден. Образование своё довершил в Лейденском университете в компании таких блестящих молодых людей, как Н. П. Шереметев, Н. П. Румянцев, Н. Б. Юсупов, С. С. Апраксин.
Пребывание племянника в Нидерландах было обставлено графом Паниным как наказание за какие-то шалости, в сохранившихся письмах к дяде молодой князь обещает исправиться и выражает раскаяние в своих поступках. За время своего гран-тура «мсье Борисов» (псевдоним русского путешественника) посетил также Англию и юг Франции; сжатое описание этой поездки напечатано им в 1815 г. в Петербурге у Плюшара. Всё заграничное пребывание обошлось Куракину в 13000 рублей.
В 1772 г. Куракин, числившийся с детства на службе в гвардии, пожалован был в камер-юнкеры, а в 1775 г. определён в Сенат. В 1778 г. Куракин сделан был действительным камергером, а после проведения реформы дворянского самоуправления был избран петербургским предводителем дворянства. Необременительная эта служба не мешала князю Куракину сопровождать великого князя Павла Петровича в его путешествии за границу, а до этого в Берлин для знакомства с невестой, Софией Вюртембергской, которая научилась ценить дружбу Куракина с венценосным супругом и на протяжении многих лет состояла с ним в переписке.
После Берлина он был отправлен для извещения шведского короля о вторичном браке цесаревича в Стокгольм, откуда слал любопытные донесения Панину. Во время этой поездки Куракин был посвящён в высшие степени масонства с наказом принять на себя гроссмейстерство русской провинциальной ложи, подчинив её главному шведскому капитулу. Статный, ловкий и остроумный красавец-князь пленил сердце молодой графини Ферзен, впоследствии лучшей подруги жены Карла XIII.
По возвращении в Россию князь Куракин вновь становится ближайшим к цесаревичу человеком и едва ли не чаще всех посещает его в Гатчине. Наследник был весьма привязан к нему, называя его своею «душою». Император Иосиф II писал по этому поводу:
Кн. Куракин, сопутствующий Их Высочествам по чувству личной преданности, состоит при них уже в течение многих лет. Будучи племянником графа Панина, он уже этим имеет право на признательность великого князя и пользуется доверием и отменным вниманием Их Высочеств. Это человек любезный и с обращением высшего общества.
Эта дружба не встретила одобрения у правившей тогда Екатерины II, так как ей стало известно, что во время приезда в Петербург шведского короля Густава III, который был по совместительству видным масоном, тот посетил собрание франкмасонов в доме Куракина, где посвятил в масонство и Павла Петровича. Непосредственным же поводом стала перлюстрированная переписка Куракина с молодым П. А. Бибиковым. По настоянию императрицы, с подозрением относившейся к масонам, Куракин был выслан из Петербурга в саратовскую деревню — село Борисоглебское.

## Жизнь в деревне
Александр Борисович переименовал село в Надеждино (название ассоциируется с его внутренним состоянием души — надеждой на возвращение в Петербург). Он устроил там роскошную резиденцию, где прожил восемь лет жизнью богатого русского барина. Даже в уединении он поддерживал переписку с царственным своим другом, выписывал из-за границы книги и составил отлично подобранную библиотеку. Он жил открыто, хлебосольно; для гостей были составлены особые правила, имевшие целью предоставить каждому полную свободу и не стеснять и хозяина; один из пунктов гласил следующее:
Хозяин никогда не ужинает, но всякий день в девять часов вечера, будет у него ужин готов для всех прибывших к столу; и он, прося дозволения от оного всегда отлучаться, просит также своих случающихся гостей, несмотря на его отсутствие, за оный садиться и за оным самим хозяйничать.
С великолепием, соответствующим такому образу жизни, предпринимал иногда князь Куракин поездки по своим имениям; одна из них описана в книге 1793 года, составляющей библиографическую редкость: «Описание путешествия в 1786 г. Его Сиятельства… кн. А. Б. Куракина, вниз по Суре от Красноярской до Чирковской пристани…». Подобный образ жизни вовлёк его в довольно значительные долги. Однако император Павел, едва воцарившись, немедленно вознаградил Куракина за его постоянную ему верность, возместил ему все его издержки и излил на него целый дождь милостей.
В 1804 году Куракин даровал свободу своим крестьянам из 22 хуторов (слобод Белокуракинской и Павловки в Старобельском уезде Харьковской губернии), числом до 3000 душ. Он перевел их вечно и потомственно в вольные хлебопашцы, и уступил им до 60 000 десятин земли. Со своей стороны крестьяне обязались внести в продолжение двадцати пяти лет один миллион рублей ассигнациями в Петербургский опекунский совет в пользу воспитанников князя баронов Сердобиных. Эта сумма была ничтожной по сравнению с реальной стоимостью.

## Правление Павла
После смерти Екатерины II Куракину было позволено вернуться в столицу и продолжить свою карьеру. В течение ноября 1796 г. Куракин пожалован был в тайные советники, назначен членом совета при императоре, вице-канцлером, произведен в действительные тайные советники, получил ордена св. Владимира 1-й ст. и Андрея Первозванного. Кроме того, ему пожалован был дом в Петербурге, а в день коронации более 4 тыс. душ и богатые рыбные ловли в Астраханской губернии, доходами с которых жило население целой большой области.
Государственные дела, судя по всему, занимали нового вице-канцлера меньше, чем придворные интриги; по крайней мере, Греч называет его человеком «пустым и слабоумным». Схожий отзыв оставил и Вигель:
Бесчисленные фразы, затверженные им во Франции, и отчасти переведенные им даже по-русски, составляли всю политическую его мудрость; но зато, какой искусной представительностью, каким благородством, каким постоянством и нежностью в дружбе заменял он все недостатки свои!
Партия императрицы, к которой примкнул Куракин, непрестанно враждовала с партией Ростопчина. Когда же в 1798 г. императрица Мария Фёдоровна и фрейлина Нелидова лишились своего влияния, князь Куракин как самый верный их союзник был освобождён от дипломатической должности и выслан в Москву. Примерно в то же время (1798) он был избран в члены Академии Российской.
Новая опала, впрочем, не продлилась долго. Уже 1 февраля 1801 г. Куракин присутствовал при освящении здания нового Михайловского замка, а ещё через 20 дней граф Ростопчин был уволен от всех дел и того же числа князю Куракину повелено вступить в прежнюю должность вице-канцлера. Он стал опять часто бывать во дворце, в ближайшем кругу императора, и присутствовал, между прочим, за последним вечерним столом Павла Петровича накануне его убийства.
Именно Куракину было поручено опечатать и разобрать бумаги покойного государя. При вскрытии завещания императора Павла оказалось, что он «своему верному другу» завещал звезду ордена Чёрного орла, которую носил прежде Фридрих II, сам передавший её русскому цесаревичу, и шпагу, принадлежавшую прежде графу д’Артуа.

## Служба послом
Новый император Александр оставил Куракина управлять Коллегией иностранных дел до 5 сентября 1802 г., потом пожаловал его канцлером российских орденов. При образовании Государственного совета Куракин был назначен его членом и постоянно сохранял своё место среди первых сановников государства, исполняя те или иные дипломатические поручения императора, но в петербургском обществе к тому времени стал уже вызывать насмешки, как свидетельствует следующий отзыв Вигеля:

Смолоду князь Куракин был очень красив и получил от природы крепкое, даже атлетическое сложение. Но роскошь и сладострастие размягчили телесную и душевную его энергию, а эпикуреизм его виден был во всех его движениях, и лучезарное тихонравие его долго пленяло и уважалось, но в новое царствование, с новыми идеями, оно дало повод сравнивать его с павлином.— Ф. Вигель
После Аустерлицкого поражения он подал государю докладную записку, в которой говорил о необходимости приготовить значительные военные силы, чтобы защищать пределы России, но в то же время искать сближения с Францией. Летом 1806 г. направлен в Вену с щекотливым поручением отговорить императора Франца II от брака с сестрой Александра Павловича. При посредничестве князя Куракина заключён был в 1807 г. Тильзитский мир, на котором стоит его подпись. Во время тильзитских переговоров Наполеон и Талейран не раз высказывали желание, чтобы послом в Париж был назначен князь Куракин, что и было исполнено.
В напряжённый период с октября 1808 по ноябрь 1812 г. Куракин возглавлял русское посольство в Париже, поражая французов своей расточительностью. На одном из балов, сопровождавших бракосочетание Наполеона и Марии-Луизы, произошёл пожар, возникла паника, князь Куракин был сбит с ног, скатился в суматохе с лестницы и получил сильные ожоги; от этого случая здоровье его сильно пострадало и до самой смерти он уже не мог совершенно поправиться.
В 1810 году он писал многочисленные донесения царю Александру, предупреждая его относительно неизбежности войны с Францией: «Лучшая система этой войны, по моему мнению, это избегать генерального сражения и сколько возможно следовать примеру малой войны, применяемой против французов в Испании; и стараться затруднениями в подвозе припасов расстроить те огромные массы, с какими идут они на нас». В декабре 1811 г. он призывал в докладе канцлера Н. П. Румянцева: «Не время уже нам манить себя пустой надеждой, но наступает уже для нас то время, чтобы с мужеством и непоколебимой твёрдостью достояние и целость настоящих границ России защитить». После последней неудачной попытки урегулировать русско-французские отношения на его встрече с Наполеоном в Сен-Клу 15 апреля 1812 года и последовавшего начала вторжения в Россию Куракин, вместе со своим личным секретарём Жан-Мари (Иваном) Шопеном, выехал из Франции.
В последние годы отошёл от дел, ибо жестоко страдал от подагры, которая «вошла в правую руку и заняла обе ноги». Тем не менее продолжал давать блистательные балы в своём просторном доме на углу Большой Морской и Невского проспекта. В Москве занимал особняк на Старой Басманной, 21 (впоследствии Константиновский межевой институт), но чаще всего проводил время в Павловске, в обществе императрицы-матери.
Император Александр I своим повелением от 15 (27) марта 1817 года дозволил Куракину «отлучиться и в чужие края, куда он только пожелает, по причине расстройства его здоровья, с сохранением всех получаемых им ныне окладов жалованья, пенсии и столовых денег».
Умер 24 июня 1818 года в Веймаре, куда поехал на воды, и был похоронен в павловской церкви Марии Магдалины. «Похороны Куракина были великолепны; весь двор был и великий князь; службу отправлял преосвященный». На памятнике, поставленном у входа в храм Марией Фёдоровной, надпись: «Другу супруга моего».

## Образ жизни
Во время жизни в Париже Куракин прославился как «брильянтовый князь» из-за великолепия и богатства его костюмов; ездил он в громадной золотой карете цугом, с лакеями и скороходами. В Париже у него была многочисленная дворня, в Надеждине — род двора, как у владетельного князя. Мелкие дворяне поступали к нему в дворню, и это льстило его тщеславию; гости и разные «любезники» наполняли его дом, жили подолгу, согласно особой инструкции, не стесняя ни в чём себя и не беспокоя хозяина.
По уверениям М. И. Пыляева, «Куракин был большой педант в одежде: каждое утро, когда он просыпался, камердинер подавал ему книгу вроде альбома, где находились образчики материи, из которых были сшиты его великолепные костюмы, и образцы платья; при каждом платье были особенная шпага, пряжки, перстень, табакерка и т. д.» Носил он обычно «глазетовый или бархатный французский кафтан, на котором, как и на камзоле, все пуговицы были бриллиантовые, звёзды, как и кресты на шее, — из крупных солитеров. На правое плечо он надевал эполет бриллиантовый или жемчужный, пряжки и шпагу имел алмазные, даже петлю на шляпе — из бриллиантов; кружева носил на груди и рукавах».
Рассказывали, что один из таких костюмов спас ему жизнь во время пожара, который случился во время бала, данного в Париже австрийским послом Шварценбергом 1 июля 1810 года. Когда начался пожар, Александр Куракин был сбит с ног толпой, но его богато украшенный камзол защитил своего обладателя от высокой температуры. Тем не менее он получил серьёзные ожоги и был прикован к постели в течение нескольких месяцев; в этом виде он запечатлён на парижской гравюре.
Считается также, что Куракин ввёл в моду (в Европе) привычный способ сервировки блюд, названный позднее «service à la russe» (русская сервировка), который заключается в постепенной подаче блюд в порядке их расположения в меню. Этот новый способ постепенно вытеснил сервировку по методу «всего сразу», использовавшемуся ранее и называемому «service à la française» (французская сервировка, «французская система»).
Живя в Париже в 1772 году, брал уроки танцев у знаменитого балетмейстера Вестриса. На танцах при дворе был постоянным кавалером императрицы Марии Фёдоровны.

## Личная жизнь
Как бальи Мальтийского ордена (члены которого давали обет безбрачия) Куракин не был женат, но имел большую слабость к женщинам, в разных слоях общества имел многочисленные связи, последствием которых было до 70 побочных детей; от него, между прочим, ведут своё происхождение бароны Вревские и Сердобины.
В 1773 году 22-летний Куракин впервые решил жениться. Его выбор пал на графиню Варвару Петровну Шереметеву (1750—1824), внучку фельдмаршала Шереметева; первую невесту в Москве, как по родству, так и по богатству. Но из-за молодости жениха и его нерешительности свадьба не состоялась. В феврале 1774 года, к большому сожалению Куракина, графиня Шереметева вышла замуж за А. К. Разумовского.
Следующей именитой невестой Куракина была княжна Анастасия Михайловна Дашкова (1760—1831), дочь Е. Р. Дашковой, но это партия не вызвала одобрения у Аграфены Александровны Куракиной, имевшей огромное влияние на племянника. Другая невеста, графиня Елизавета Гавриловна Головкина (1752—1820), правнучка канцлера Г. И. Головкина и внучка А. И. Шувалова, не имея желания выходить замуж, отказала Куракину. Она умерла незамужней.
В 1776 году в Стокгольме Куракин познакомился с состоятельной и привлекательной шведской графиней Евой Софией фон Ферзен (1757—1816). Почему князь Куракин не женился на ней, остаётся загадкой. Их любовный роман нашёл выражение в 39 письмах, написанных графиней к Куракину. Они были впервые опубликованы в «Архиве князя Ф. А. Куракина».
Последнею попыткою Куракина было сватовство в 1803 году к графине Анне Алексеевне Орловой-Чесменской (1785—1848). На этом браке настаивал граф Орлов, и Анне Алексеевне князь Куракин нравился, но опять из-за нерешительности жениха свадьба не состоялась. Впоследствии их роман перешёл в дружбу и задушевную переписку.

## Награды
Российские:
- Орден Святой Анны 1-й степени (9 апреля 1781)
- Орден Святого Александра Невского (14 ноября 1796)
- Орден Святого апостола Андрея Первозванного (5 декабря 1796)
- Орден Святого Иоанна Иерусалимского, большой командорский крест с бриллиантами (29 ноября 1798)
- Орден Святого Владимира 1-й степени (8 сентября 1802)

Иностранные:
- Орден Почётного легиона, большой крест (Франция, 1808)
- Орден Чёрного орла (Пруссия, 1776)
- Орден Святого Губерта (Бавария)
- Орден Слона (Дания, 9 февраля 1808)
- Орден Данеброг, кавалер (Дания, 1766)